# Kim Sae-ron
Kim Sae-ron (김새론?, Gim Sae-ronLR, Kim Sae-ronMR; Seul, 31 luglio 2000 – Seul, 16 febbraio 2025) è stata un'attrice sudcoreana.

## Biografia
Esordì come attrice bambina nel 2009 nel film Yeohaengja, per cui diventò la più giovane coreana ad essere invitata al Festival di Cannes, e raggiunse la popolarità l'anno successivo con The Man from Nowhere. La sua carriera ebbe una battuta d'arresto nel 2022 quando venne condannata per guida in stato di ebbrezza, motivo per cui fu duramente criticata dal pubblico e le sue scene nella serie televisiva I segugi furono tagliate. Nell'aprile 2024 provò a tornare a recitare con uno spettacolo teatrale, ma si ritirò per motivi di salute. Venne ritrovata priva di vita nella sua casa di Seul il 16 febbraio 2025; la polizia decretò che si fosse trattato di suicidio.

## Filmografia

### Cinema
- Yeohaengja (여행자), regia di Ounie Lecomte (2009)
- The Man from Nowhere (아저씨, Ajeossi), regia di Lee Jeong-beom (2010)
- Naneun appada (나는 아빠다), regia di Jeon Man-bae e Lee Se-yeong (2011)
- Barbie (바비), regia di Lee Sang-woo (2012)
- I-ussaram (이웃사람), regia di Kim Whee (2012)
- Mansin (만신), regia di Park Chan-kyong (2014)
- Dohui-ya (도희야), regia di July Jung (2014)
- Il tombino (맨홀, Manhole), regia di Shin Jae-young (2014)
- Daebae-u (대배우), regia di Seok Min-woo (2016) - Cameo[5]
- Nun-gil (눈길), regia di Lee Na-jeong (2017)
- Dongnesaramdeul (동네사람들?), regia di Lim Jin-soon (2018)

### Televisione
- Nae ma-eum-i deullini (내 마음이 들리니) - serie TV (2011)
- Cheonsang-ui hwa-won - Gombaeryeong (천상의 화원-곰배령) - serie TV (2011-2012)
- Fashion wang (패션왕) - serie TV (2012)
- Romance-ga pir-yohae 2012 (로맨스가 필요해 2012) - serie TV (2012)
- Eommaga moegillae (엄마가 뭐길래) - serie TV (2012)
- Bogosipda (보고싶다) - serie TV, episodio 1x11, voce (2012)[6]
- Yeo-wang-ui gyosil (여왕의 교실) - serie TV (2013)
- Hi! School - Love On (하이스쿨: 러브온) - serie TV (2014)
- To Be Continued (투 비 컨티뉴드) - serie TV (2015)
- Hwaryeohan yuhok (화려한 유혹) - serie TV (2015)
- Nun-gil (눈길), regia di Lee Na-jeong - miniserie TV (2015)
- Manyeobogam (마녀보감) - serie TV (2016)
- Leverage - Sagijojakdan (레버리지 - 사기조작단?) - serie TV (2019)
- Amudo moreunda (아무도 모른다?) - serie TV (2020)
- Kiss Sixth Sense (키스 식스 센스?) – serie TV, episodi 3, 5, 9 (2022) – cameo
- I segugi (사냥개들?, SanyanggaedeulLR) – serie TV (2023)